# Skoki do wody na Letnich Igrzyskach Olimpijskich 1932
Skoki do wody na Letnich Igrzyskach Olimpijskich 1932 w Los Angeles rozgrywane było w dniach 8–13 sierpnia 1932 r. Zawody odbyły się w Olympic Park Swimming Stadium w Los Angeles.

## Wyniki

### Mężczyźni
| Konkurencja                    | Złoto            | Punkty | Srebro           | Punkty | Brąz            | Punkty |
| Skoki do wody z trampoliny 3 m | Michael Galitzen | 161,38 | Harold Smith     | 158,54 | Richard Degener | 151,82 |
| Skoki do wody z wieży 10 m     | Harold Smith     | 124,80 | Michael Galitzen | 124,28 | Frank Kurtz     | 121,98 |

### Kobiety
| Konkurencja                    | Złoto           | Punkty | Srebro          | Punkty | Brąz         | Punkty |
| Skoki do wody z trampoliny 3 m | Georgia Coleman | 87,52  | Katherine Rawls | 82,56  | Jane Fauntz  | 82,12  |
| Skoki do wody z wieży 10 m     | Dorothy Poynton | 40,26  | Georgia Coleman | 35,56  | Marion Roper | 35,22  |